# Nethinde
En nethinde er et netværk af lysfølsomme sanseceller bagerst i øjet. Den er en forudsætning for synet. 
Nethinden består af såkaldte stave og tappe, der har hver deres funktion i at opfange lyset. Kort beskrevet er stavene de mest lysfølsomme og den primære årsag til natsynet og sort-hvid-synet, mens tappene er knap så følsomme, men reagerer på forskellige bølgelængder i lyset (de er rød-, grøn- og blåfølsomme hos mennesket). Tappene er således årsag til, at vi kan opfatte farve. Omkring midten af nethinden findes en plet, som kun indeholder tappe, kaldet den gule plet, og det er her det skarpeste syn findes.
Hos et menneske er nethinden 0,5 mm tyk, og den ligger på indersiden af øjets bagvæg.